# Ken Yamura
Ken Yamura (矢村 健 Yamura Ken?, Tokio, 9 de junio de 1997) es un futbolista japonés que juega como delantero en el Albirex Niigata.

## Trayectoria
En 2019 se unió al Albirex Niigata de la J2 League.

## Clubes
| Club                  | País  | Año       |
| --------------------- | ----- | --------- |
| Albirex Niigata       | Japón | 2019-     |
| Fujieda MYFC (cedido) | Japón | 2023-2024 |